# Euarvicola
Euarvicola és un subgènere de mamífers rosegadors del gènere Microtus. Aquest clade, que inclou tres espècies de talpons, té una amplíssima distribució a Euràsia que va des de la costa atlàntica fins al curs mitjà del riu Lena i el nord-oest de Xinjiang. A Àsia, el seu hàbitat es limita a la taigà, mentre que a Europa ocupen una major varietat de biomes. Els seus representants tenen una morfologia típica del gènere Microtus, però amb la cua més aviat curta, d'un 35% de la longitud total del cap i el cos. Durant molt de temps foren considerats una sola espècie, M. agrestis.